# 데쇼렉
데쇼렉(དེ་ཤོ་ལེགས)은 토번의 제11대 짼뽀이다.
| 전임 에쇼렉 | 제11대 토번국 짼뽀 | 후임 구루렉 |